# Erbendorf
Erbendorf – miasto w Niemczech, w kraju związkowym Bawaria, w rejencji Górny Palatynat, w regionie Oberpfalz-Nord, w powiecie Tirschenreuth. Leży w Lesie Czeskim, około 21 km na południowy zachód od Tirschenreuth, przy drodze B22 i B299.

## Dzielnice
W skład miasta wchodzą następujące dzielnice: Aschenhof, Birkenreuth, Boxdorf, Eppenhof, Frodersreuth, Glashütte, Gössenreuth, Gramlhof, Grötschenreuth, Hauxdorf, Inglashof, Napfberg, Neuenreuth, Pfaben, Plärn, Schadenreuth, Siegritz, Steinbach, Straßenschacht, Thann, Wäldern, Wetzldorf i Wildenreuth.

## Osoby urodzone w Erbendorfie
- Wilhelm Schraml - duchowny